# Servicehund

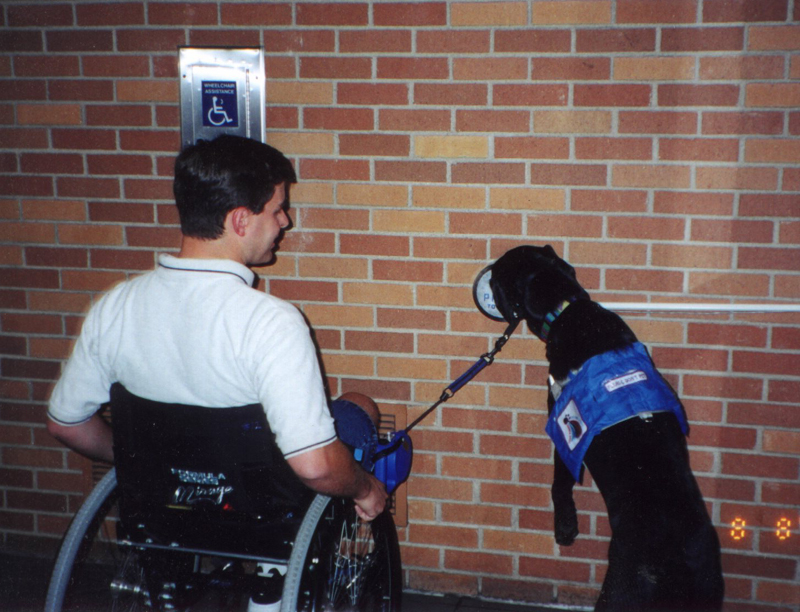
En servicehund hjälper till att öppna en dörr.

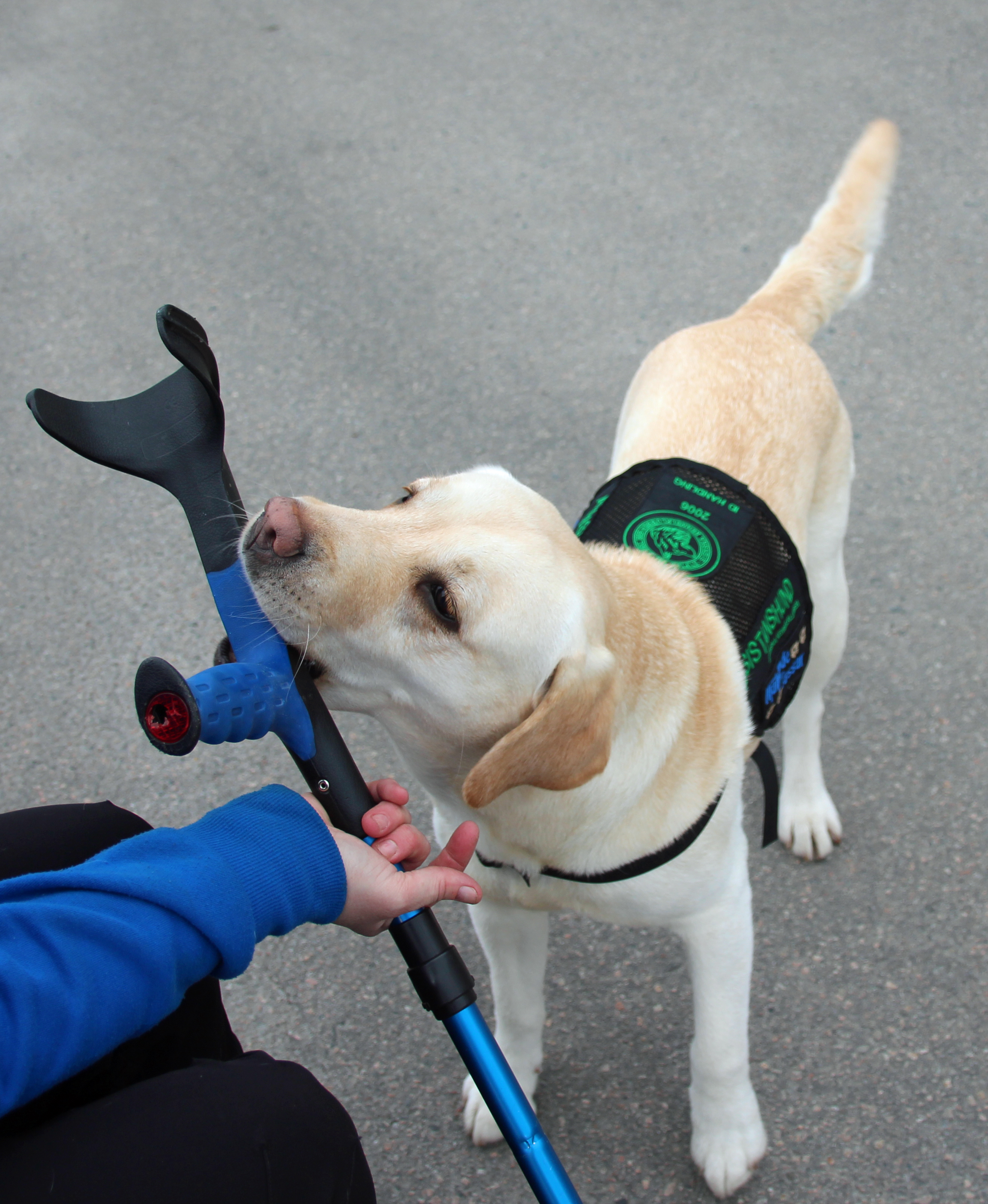
Assistanshund som hämtar krycka till sin förare.

En servicehund  hjälper personer med funktionsnedsättning med sysslor i vardagen.
Det kan vara att öppna och stänga dörrar, plocka upp tappade saker från marken, hämta saker på hyllor, dra rullstolen, tända och släcka lampor, öppna och stänga lådor och skåp, larma om det händer något, och så vidare.
I Sverige sker utbildningen av servicehundar helt utan statliga bidrag, till skillnad från utbildningen av ledarhundar. I Sverige finns idag tre ideella föreningar/organisationer som finansierar träningen med hjälp av bidrag och gåvor. Varje hund kostar i genomsnitt 50 000 kronor och är utbildad efter ca ett år. Föraren själv tränar sin hund med hjälp av en instruktör. Det är också föraren själv som väljer hund och uppfostrar den tills den är gammal nog att påbörja utbildningen (1-3 år). När hunden genomgått slutprovet testas den en gång om året för att säkerställa kvalitén. 
En servicehund bär ett tjänstetäcke som visar att hunden är i tjänst, och får då följa med in i de flesta offentliga lokaler där hundförbud normalt råder. Tänk på att aldrig störa en hund med tjänstetäcke på sig, den arbetar. Prata med föraren först.
Det finns många historier om hur en servicehund inte bara hjälper ägaren med praktiska uppgifter utan i och med detta också skapar en stor frihet som man som en person med funktionsnedsättning inte alltid har.
Diabeteshundar och epilepsihundar är alarmerande servicehundar.
Enligt Hjälpmedelsinstitutet finns det 2010 sjuttio servicehundar (utom diabetes- och epilepsihundar) i Sverige som är färdigutbildade eller under utbildning.

## Servicehund för personer med autism
En servicehund för personer med autism är utbildad till att ge stöd till en person med autism - att hjälpa personen att öka självständighet, självförtroende och förmåga att utföra dagliga aktiviteter på liknande sätt som andra. 
Hunden är tränad till att hjälpa föraren att bearbeta sensorisk information. Många servicehundar för personer med autism tränas i guidearbete/hinderundvikande (samma sak som en ledarhund gör) för att hjälpa föraren med visuella stimuli.
Liksom signalhundar för döva, kan hundarna också tränas till att varna sina förare för viktiga ljud som kräver mänskligt ingripande, till exempel rök eller en brandvarnare, en gråtande bebis, en ringande telefon eller en knackning på dörren. För en person med autism är det inte snabbt uppenbart vilken av de många yttre stimuli som är akut och kräver deras omedelbara uppmärksamhet. En person med autism måste sortera igenom både större och mindre stimuli - ljudet av syrsor, doften av sköljmedel på sina kläder, en bil som kör utanför - för att avgöra om någon av dessa behöver deras uppmärksamhet. 
De kan förstå att en brandvarnare är brådskande och att den betyder att de måste lämna byggnaden, men deras autism kan få dem att ta längre tid på sig.

### Hur servicehundarna är tränade att reagera på vissa beteenden
| Beteende                                 | Reaktion                                                             |
| ---------------------------------------- | -------------------------------------------------------------------- |
| Självstimulering, "stimming"             | Signalerar föraren, föraren kan välja att sluta                      |
| Självskadebeteende                       | Avbryter beteendet                                                   |
| Överstimulering/Härdsmälta/Nedstängning  | Djuptrycksuppgift: Kliva på fot, tassar i knät, lägga sig på föraren |
| Dålig balans-/motorikkontroll            | Motvikt, stödjer för att stabilisera                                 |
| Vilse                                    | Hittar bilen, går hem, hittar andra angivna ställen                  |
| Problem med bearbetning av hörselintryck | Varnar för viktiga ljud                                              |
| Problem med bearbetning av synintryck    | Visar vägen, styr undan hinder                                       |